# Inburgering (biogeografie)
In de biogeografie van Europa spreekt men van inburgering of vestiging van een soort:
1. als de soort zijn volledige levenscyclus kan voltooien, en zich op meer dan één plaats gedurende een reeks van jaren kan handhaven zonder directe hulp van de mens, en
2. als de soort een welomschreven biotoop (standplaats) bezet.

Een verwilderde of adventief voorkomende soort kan uiteindelijk inburgeren, ook door uitbreiding van zijn areaal. Een voorbeeld is de Turkse tortel die sinds de jaren vijftig van de 20e eeuw duidelijk ingeburgerd is geraakt.

## Plantengeografie
Er zijn twee groepen van soorten te onderscheiden, waarbij het tijdstip van vestiging geheel overeenkomt met de wijze van vestiging. De idiochorofyten (oorspronkelijk inheemse planten) hebben zich gevestigd na het Weichselien. De cultuurgewassen of ergasiofyten zijn niet-gevestigde plantensoorten, maar zijn voor hun aanwezigheid volledig afhankelijk van de mens. Daarnaast kunnen soorten worden ingedeeld op grond van het tijdstip en de wijze van vestiging.

### Tijdstip van vestiging en inburgering
Het tijdstip van vestiging is een criterium voor de status van een soort: na de laatste ijstijd reeds in de precolumbiaanse periode, of in historische tijd na de ontdekking van Amerika door Columbus in 1492 en de daarop volgende Columbiaanse uitwisseling.
Het criterium van inburgering wordt onder andere gebruikt bij de aanduiding van de status van (planten)soorten in een gebied. Op grond van de inburgering van een soort wordt bij planten als status onderscheiden:
- Archeofyten: planten die zich reeds in de prehistorie met hulp van de mens hebben gevestigd.
- Neofyten, synantrope planten of exoten: planten die zich reeds in historisch tijd met hulp van de mens hebben gevestigd.

### Wijze van vestiging en inburgering
De wijze van vestiging is een criterium voor de status van een plantensoort:
- Akolutofyten: planten die zich op eigen kracht in door de mens beïnvloede vegetatie hebben gevestigd.
- Xenofyten: onopzettelijk ingevoerde planten.
- Ergasiofygofyten: opzettelijk ingevoerde, en daarna verwilderde planten.